# Gorna Belița
Gorna Belița, menționat în unele surse românești ca Beala de Sus, (în macedoneană Горна Белица, în albaneză Belicë e Sipërme) este un sat din comuna Struga⁠(d) a Macedoniei de Nord. Satul este situat aproape de granița dintre Albania și Macedonia de Nord.

## Nume
Gorna Belița este cunoscut sub numele de Beala di Suprã în limba aromână.

## Istoric
Satul apare în defterul otoman din 1467/1468.
Potrivit unei tradiții locale, Gorna Belița a fost fondat pe versanții greu de observat ai Muntelui Jablanica⁠(d) de către aromânii din satele Niçë⁠(d) și Llëngë⁠(d), care au fugit de crizele economice și socio-politice⁠(d) produse în secolul al XVIII-lea pe teritoriul sudic al actualei Albanii. Relațiile de familie s-au consolidat prin căsătoriile între aromânii din Gorna Belița și cei din Niçë și Llëngë. În secolul al XIX-lea au încercat să se stabilească în Gorna Belița și alte grupuri aromâne, ca arvanitovlahii, ceea ce a provocat conflicte cu locuitorii aromâni mai vechi, dar, după unele negocieri, li s-a permis nou-veniților să se stabilească aici. Arvanitovlahii au cumpărat proprietățile localnicilor aromâni mai vechi din Gorna Belița, care se convertiseră la religia musulmană și părăsiseră așezarea.
În timpul Primului Război Mondial, Gorna Belița a fost ocupat de Armata Bulgară care i-a evacuat pe majoritatea sătenilor aromâni și i-a relocat în interiorul Bulgariei și Serbiei. Relocarea aromânilor locali s-a datorat faptului că forțele bulgare erau îngrijorate că sătenii aveau simpatii progrecești și prosârbești, ceea ce putea conduce la o posibilă cooperare a acestora cu Aliații Antantei. În perioada exilului, unii săteni au fost nevoiți să se descurce pe cont propriu, în timp ce alții au prestat muncă forțată pentru localnicii bulgari. O parte dintre aromânii care s-au întors după război la Gorna Belița prin Salonic au încercat să rămână în Grecia și să se stabilească acolo, dar autoritățile grecești le-au respins cererile.
Aromânii din Gorna Belița se ocupau cu comerțul, în timp ce albanezii lucrau ca muncitori în construcții; ambele comunități au lucrat puțin în agricultură, deoarece condițiile din zonă nu erau propice practicării acestei ocupații. Până în anul 1920 sătenii din Gorna Belița au făcut comerț cu satele învecinate din zona Librazhd a Albaniei. Odată cu închiderea frontierei cu Albania după Războaiele Balcanice (1912–1913), satul Gorna Belița a fost abandonat treptat, iar ultimii săi locuitori au plecat în jurul anului 1960. La începutul secolului al XXI-lea, Gorna Belița a devenit o zonă de agrement a comunei Struga.

## Demografie
Gorna Belița, împreună cu Dolna Belița, este una dintre cele două așezări tradiționale din zona Drimkol a comunei Struga, care a fost locuită în trecut de o comunitate aromână și de o comunitate albaneză. Locuitorii satului vorbeau dialectul tosk al limbii albaneze. Cu timpul, Gorna Belița s-a depopulat. Unii locuitori aromâni din Gorna Belița s-au strămutat în satul vecin Vevčani⁠(d).
Cercetările realizate în jurul anului 1900 de geograful și etnograful bulgar Vasil Kănciov⁠(d) evidențiază că satul Gorna Belița era locuit atunci de 850 de aromâni și de 150 de albanezi musulmani. Fărșeroții formau principalul grup aromân din sat.
Conform recensământului din 2002, satul avea un singur locuitor, care s-a declarat a fi etnic macedonean. La recensământul din 2021⁠(d), Gorna Belița avea 4 locuitori, care s-au declarat a fi etnici albanezi.

## Personalități
- Ștefan Mihăileanu (1859–1900), profesor și publicist român, editor al ziarului Peninsula Balcanică
- Zaharia Pană (1921–2001), poet, scriitor și publicist român

## Galerie

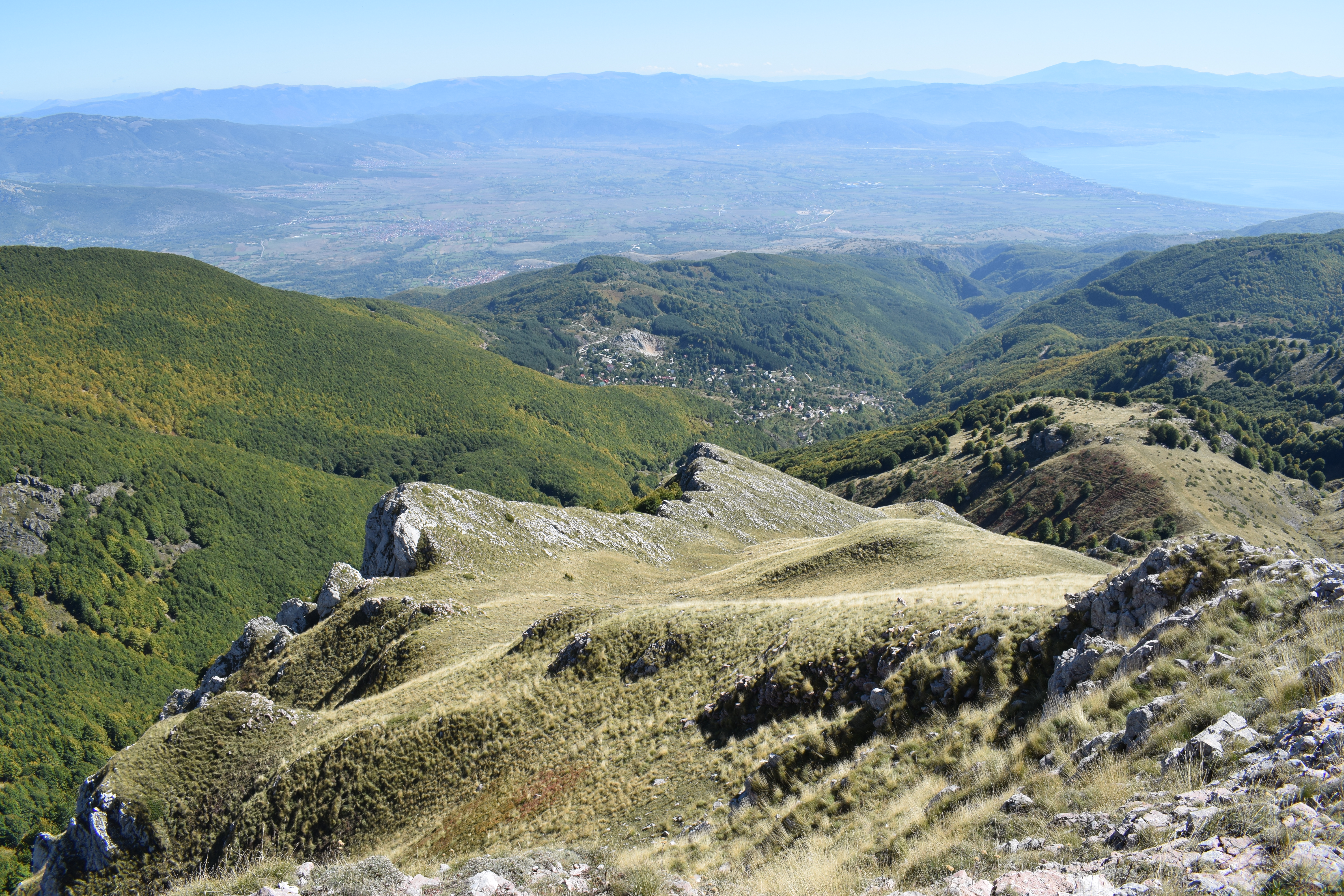
Vedere de pe Muntele Jablanica
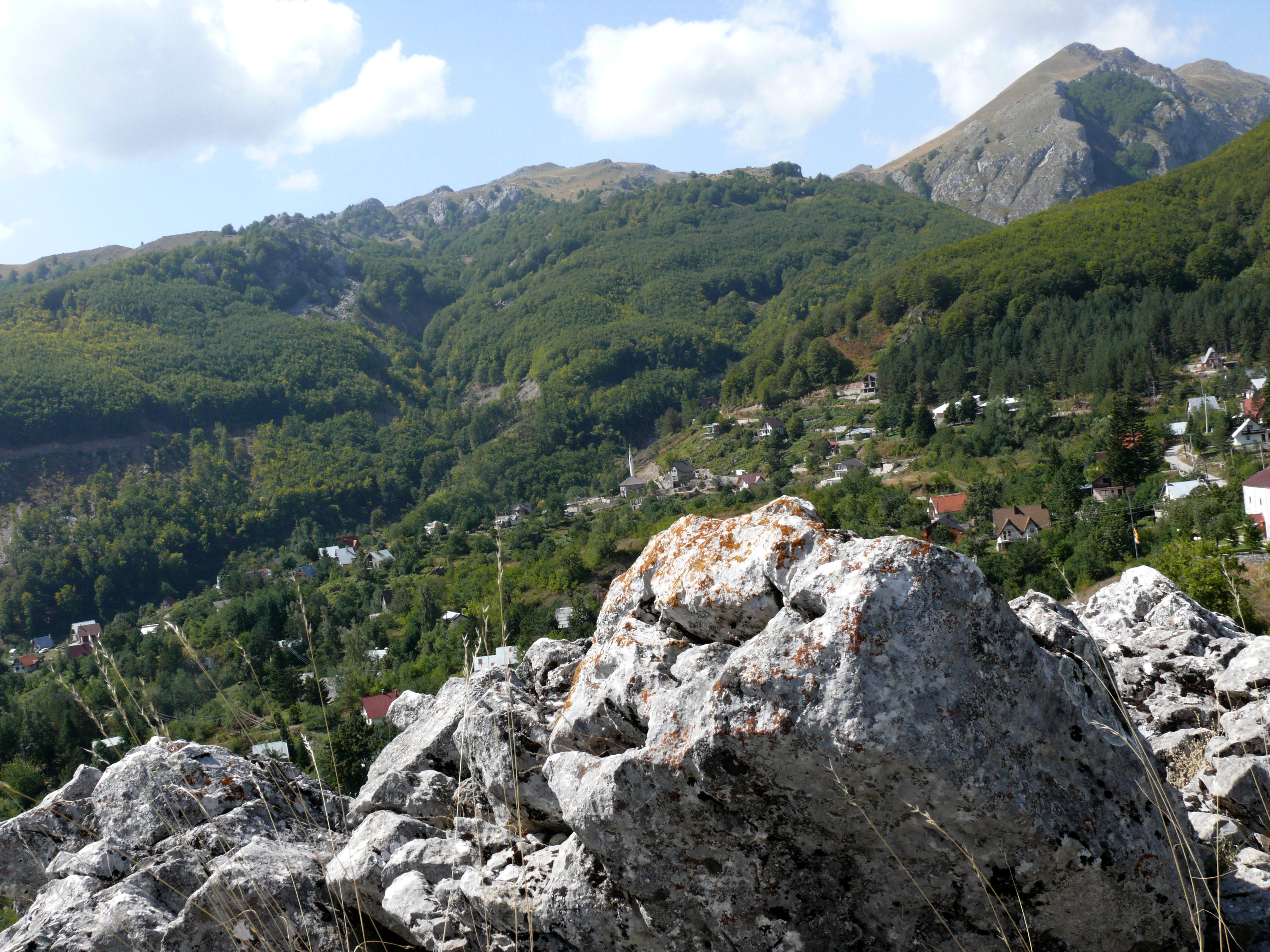
Vedere asupra satului Gorna Belița
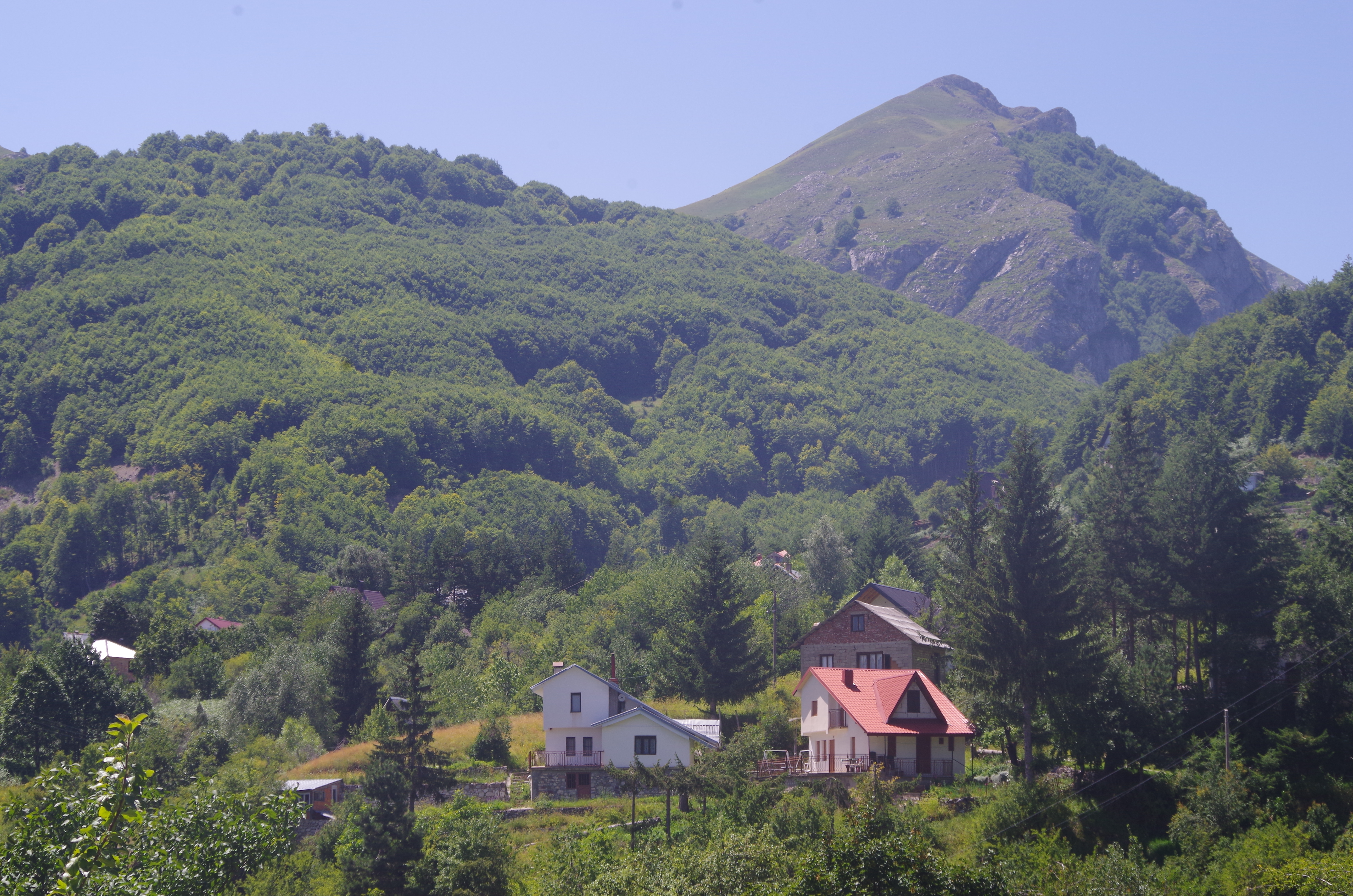
Case din Gorna Belița cu vârful Čumin Vrv (2.125 m) în fundal
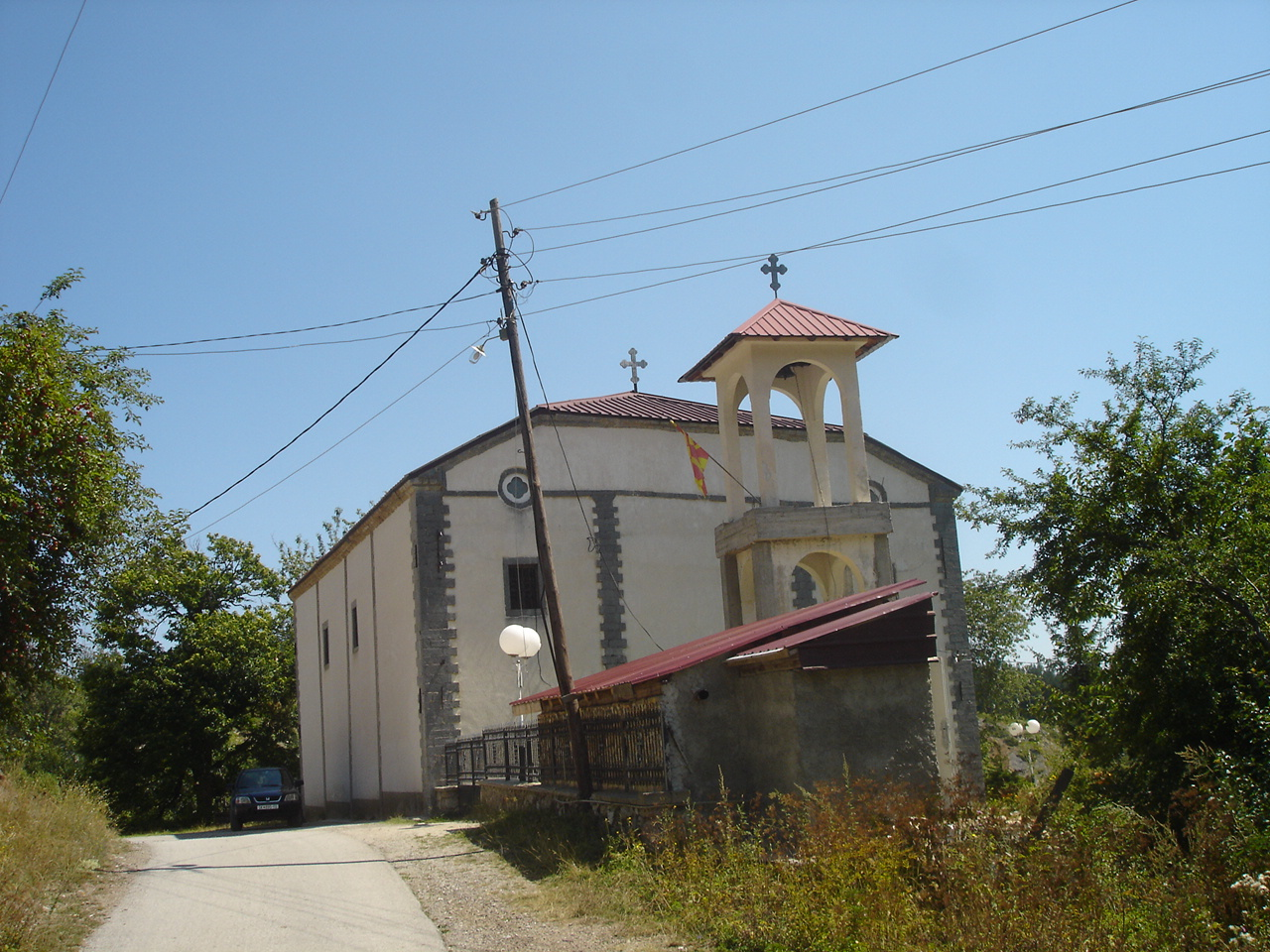
Biserica „Sf. Parascheva”⁠(d) (biserica principală)
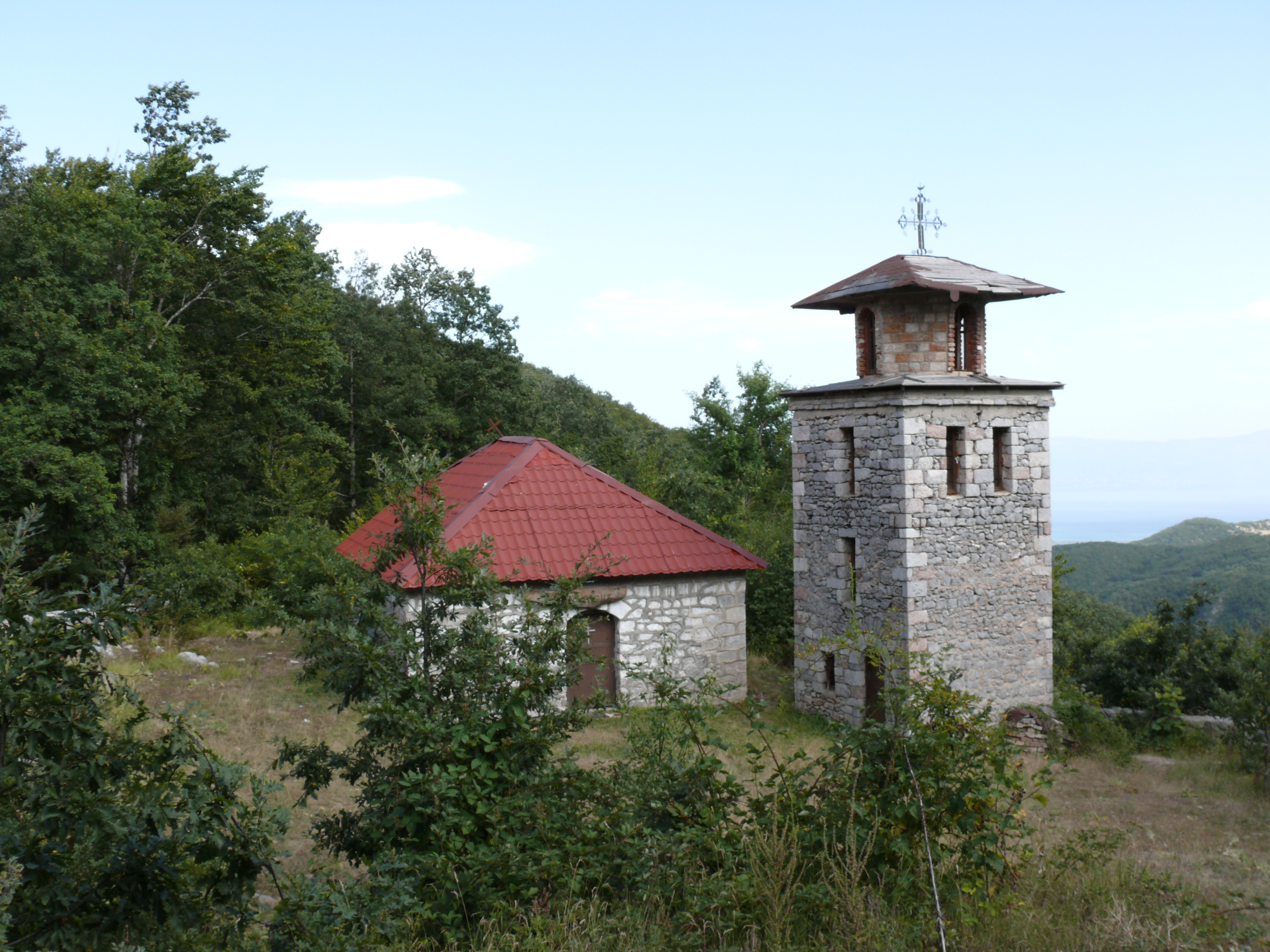
Biserica „Sf. Clement al Ohridei”⁠(d) (biserica mănăstirească)
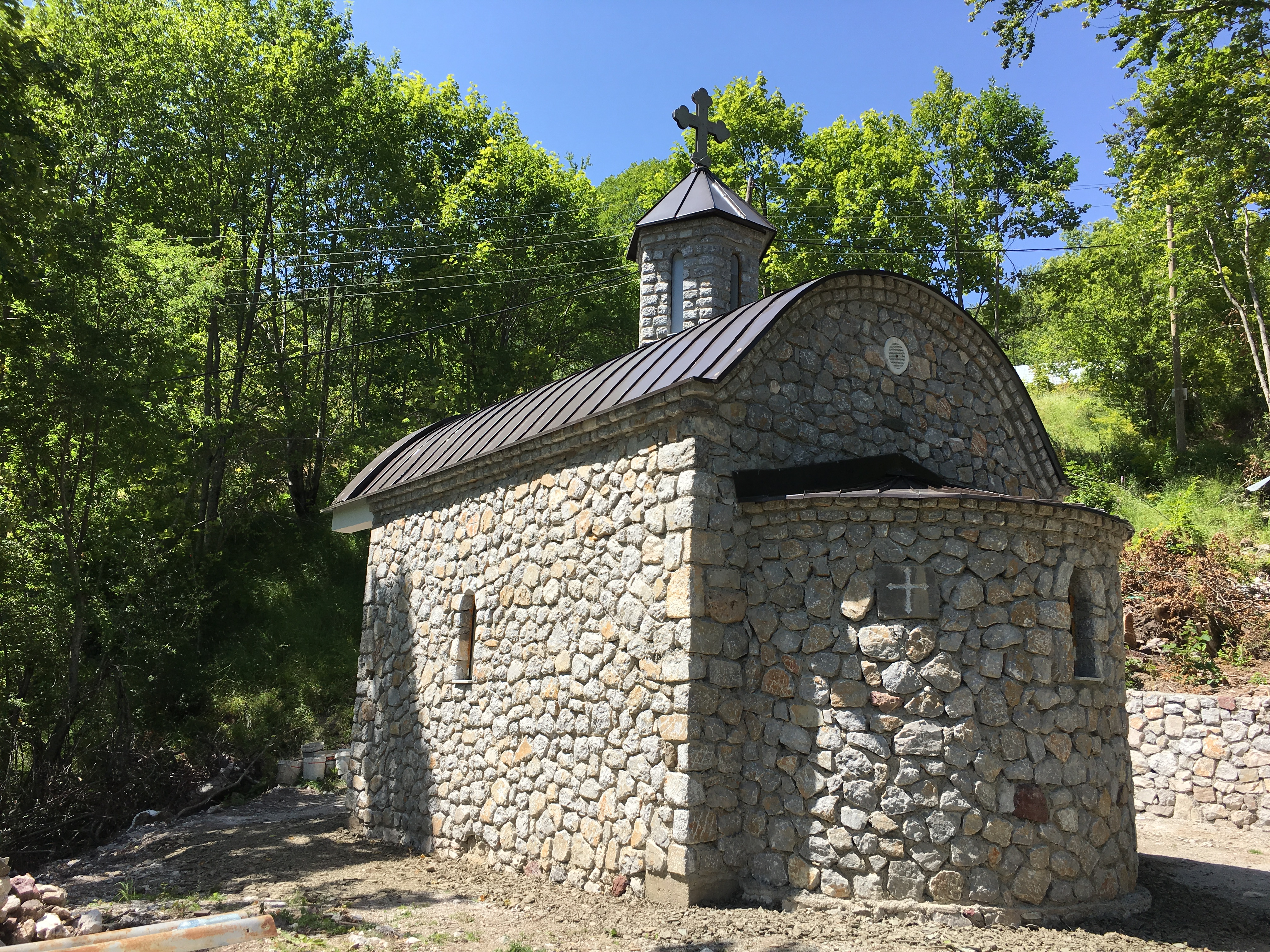
Biserica „Sf. Nedela”⁠(d) (nouă)
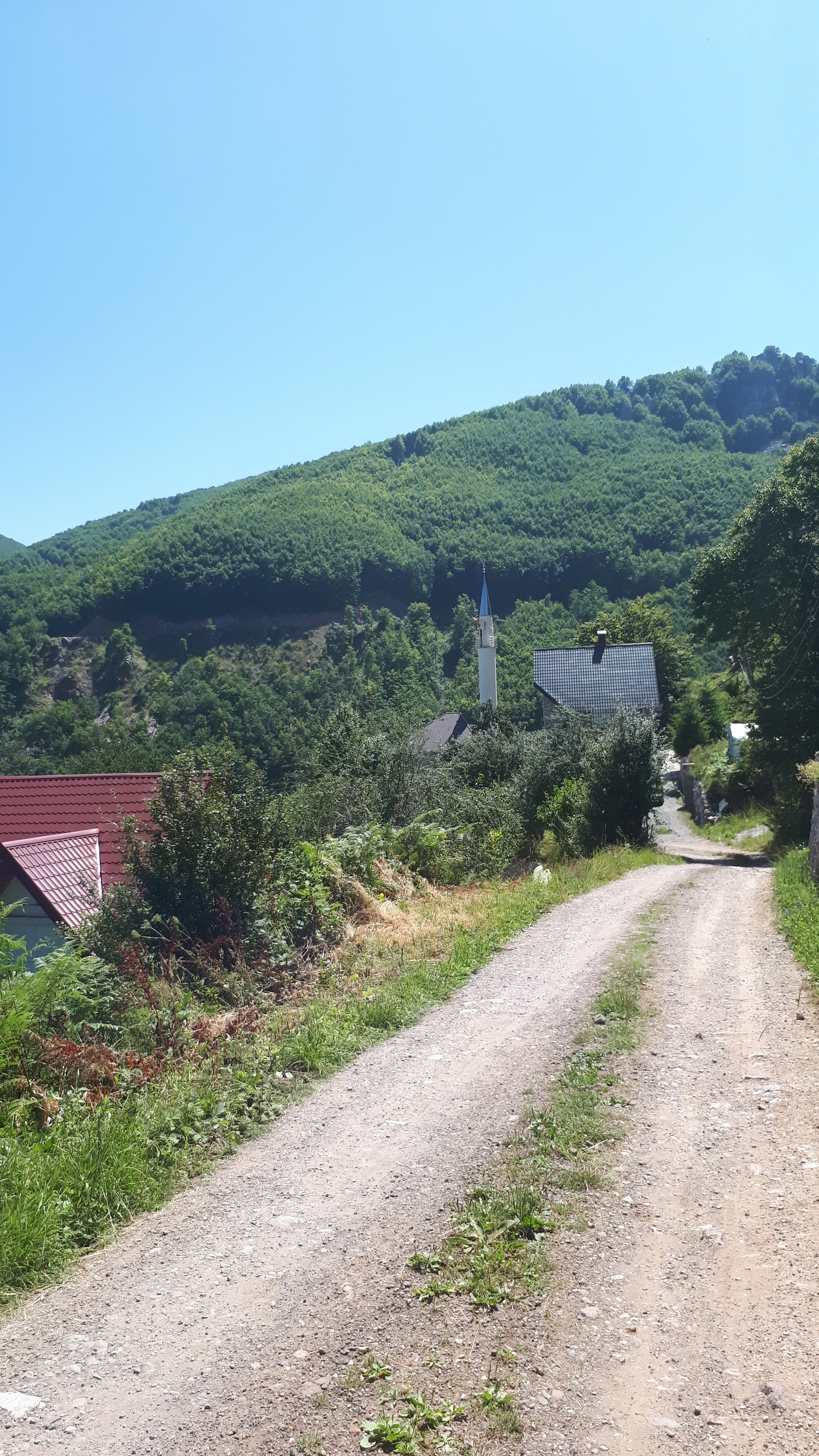
Geamia din Gorna Belița⁠(d)
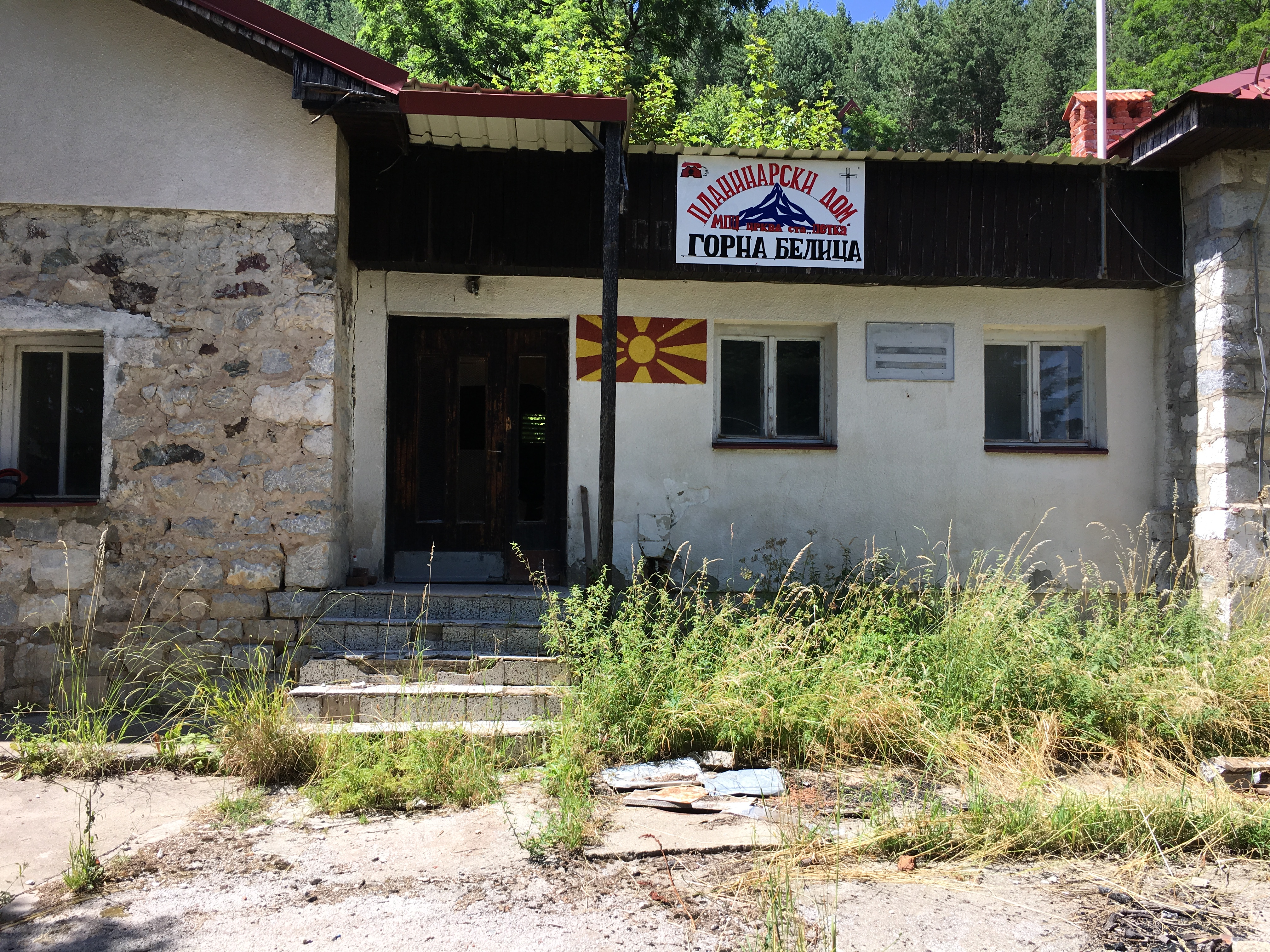
Cabana montană „Gorna Belița”⁠(d)
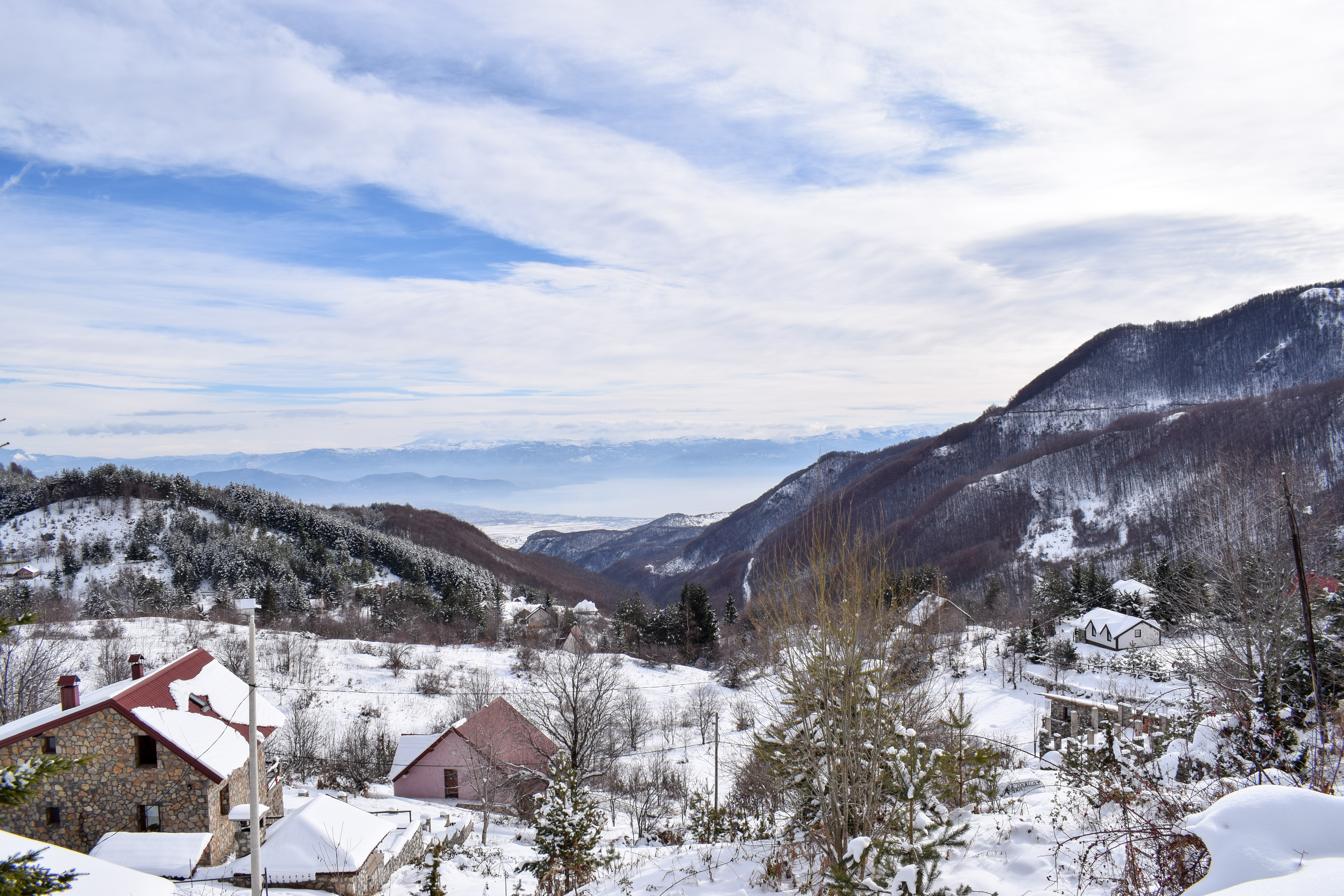
Vedere de iarnă a satului
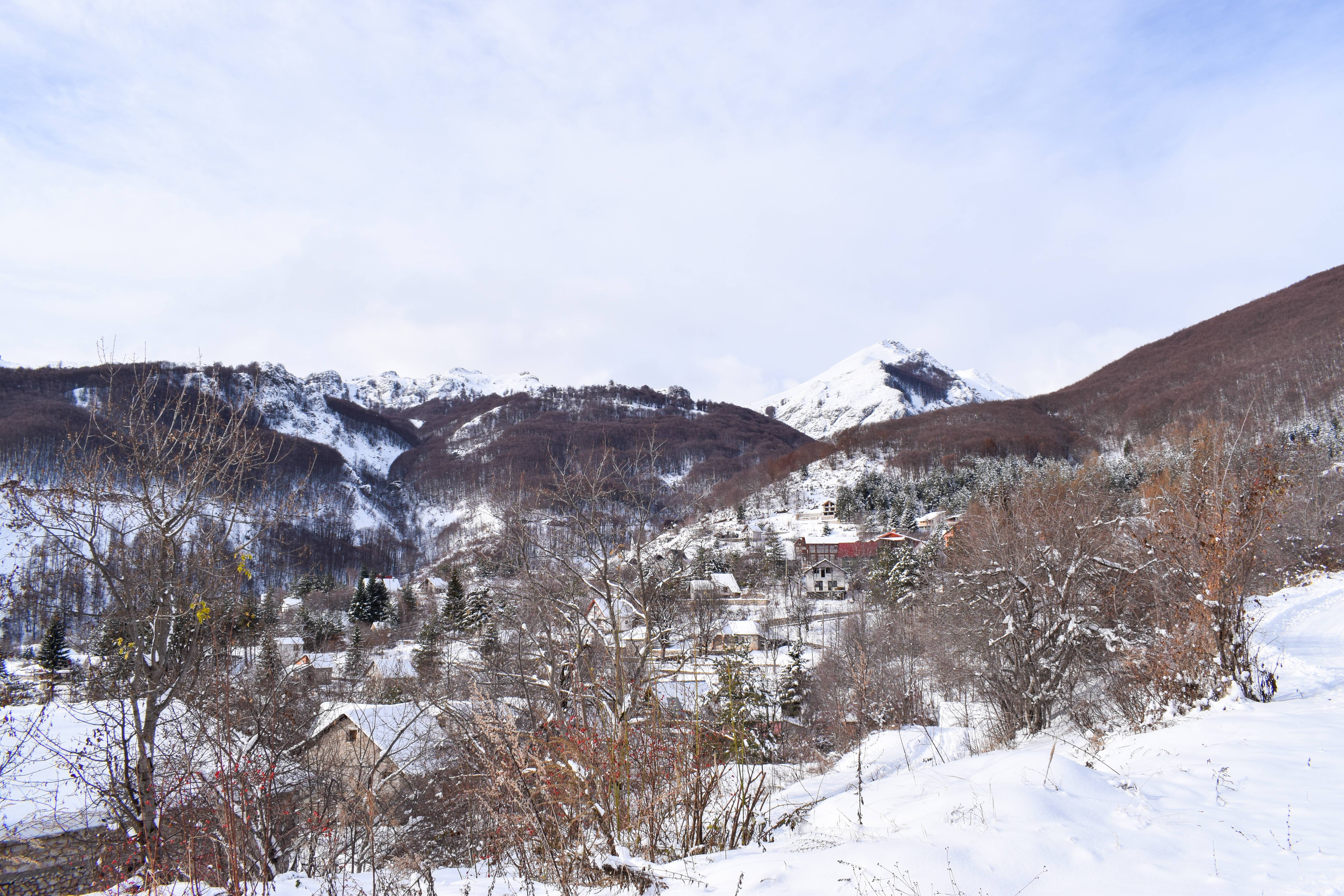
Muntele Jablanica iarna